# Guinee op de Olympische Zomerspelen 1988
Guinee nam deel aan de Olympische Zomerspelen 1988 in Seoul, Zuid-Korea. 

## Resultaten en deelnemers

### Atletiek
| Olympiër     | Discipline   | Resultaat | Prestatie             |
| ------------ | ------------ | --------- | --------------------- |
| Robert Loua  | 100m (m)     | 92e       | serie 6: 6de in 11,20 |
| Robert Loua  | 200m (m)     | 68e       | serie 5: 6de in 22,78 |
| Alassane Bah | marathon (m) | 96e       | 3:06.27               |

### Boksen
| Olympiër           | Discipline | Resultaat | Prestatie                            |
| ------------------ | ---------- | --------- | ------------------------------------ |
| Samba Jacob Diallo | -54kg (m)  | 33e       | 1ste ronde: V van PUR Nieves: 0-5    |
| Serigne Fall       | -57kg (m)  | 33e       | 1ste ronde: V van FIN Eskelinen: 0-5 |

### Worstelen
| Olympiër            | Discipline  | Resultaat   | Prestatie                                                                         |
| Vrije stijl         | Vrije stijl | Vrije stijl | Vrije stijl                                                                       |
| ------------------- | ----------- | ----------- | --------------------------------------------------------------------------------- |
| Ousmane Diallo      | -52kg (m)   | 19e         | groep A: 10de V van YUG Trstena: 0-4 V van BUL Yordanov: 0-4                      |
| Mamadou Diaw Diallo | -74kg (m)   | 19e         | groep A: 10de V van IND Kumar: 0-3 W van SEN Diouf: 3-0 V van GDR Westendorf: 0-4 |

Afghanistan · Algerije · Amerikaanse Maagdeneilanden · Amerikaans-Samoa · Andorra · Angola · Antigua en Barbuda · Argentinië · Aruba · Australië · Bahama’s · Bahrein · Bangladesh · Barbados · België · Belize · Benin · Bermuda · Bhutan · Birma · Bolivia · Bondsrepubliek Duitsland · Botswana · Brazilië · Britse Maagdeneilanden · Brunei · Bulgarije · Burkina Faso · Canada · Centraal-Afrikaanse Republiek · Chili · China · Chinees Taipei · Colombia · Congo-Brazzaville · Cookeilanden · Costa Rica · Cyprus · Denemarken · Djibouti · Dominicaanse Republiek · Duitse Democratische Republiek · Ecuador · Egypte · El Salvador · Equatoriaal-Guinea · Fiji · Filipijnen · Finland · Frankrijk · Gabon · Gambia · Ghana · Grenada · Griekenland · Groot-Brittannië · Guam · Guatemala · Guinee · Guyana · Haïti · Honduras · Hongarije · Hongkong · Ierland · IJsland · India · Indonesië · Irak · Iran · Israël · Italië · Ivoorkust · Jamaica · Japan · Joegoslavië · Jordanië · Kaaimaneilanden · Kameroen · Kenia · Koeweit · Laos · Lesotho · Libanon · Liberia · Libië · Liechtenstein · Luxemburg · Malawi · Malediven · Maleisië · Mali · Malta · Marokko · Mauritanië · Mauritius · Mexico · Monaco · Mongolië · Mozambique · Nederland · Nederlandse Antillen · Nepal · Nieuw-Zeeland · Niger · Nigeria · Noord-Jemen · Noorwegen · Oeganda · Oman · Oostenrijk · Pakistan · Panama · Papoea-Nieuw-Guinea · Paraguay · Peru · Polen · Portugal · Puerto Rico · Qatar · Roemenië · Rwanda · Saint Vincent en de Grenadines · Salomonseilanden · Samoa · San Marino · Saoedi-Arabië · Senegal · Sierra Leone · Singapore · Soedan · Somalië · Sovjet-Unie · Spanje · Sri Lanka · Suriname · Swaziland · Syrië · Tanzania · Thailand · Togo · Tonga · Trinidad en Tobago · Tsjaad · Tsjecho-Slowakije · Tunesië · Turkije · Uruguay · Vanuatu · Venezuela · Verenigde Arabische Emiraten · Verenigde Staten · Vietnam · Zaïre · Zambia · Zimbabwe · Zuid-Jemen · Zuid-Korea · Zweden · Zwitserland